# Paula Gallego
Paula Gallego Gómez (Ferrol, La Coruña, 5 de febrero de 2004) es una actriz española.

## Biografía
Ha protagonizado varios cortometrajes, entre ellos, Cómplices (Dirigido por Rubén Guindo) y La Luz (Dirigido por Iago De Soto).  
En el teatro ha participado en Pulgarcita el musical, que se estrenó en el 44.º Festival Internacional de Teatro, Música y Danza de San Javier. Es una experta bailarina y patinadora sobre hielo.
De 2013 a 2019, interpretó a María Alcántara en la serie Cuéntame como pasó de Televisión Española. En el último episodio de la temporada 21 emitido el 16 de junio de 2021 volvió a interpretar a María en una escena donde María adulta (interpretada por Silvia Abascal) se encontraba con la María adolescente. También interpretó al personaje de Vivi Quintanilla en Vis a vis: El oasis.
El 2022 interpreta a Álex en Machos alfa, la hija adolescente de Santi, un padre cuarentón divorciado, con el que se va a vivir y le ayuda a tener citas por Tinder para olvidarse de su madre. 
Actualmente, interpreta a Malena Quevedo en la duodécima y última temporada de  Amar es para siempre.

## Filmografía

### Largometrajes
| Año  | Título      | Personaje | Dirección                             |
| ---- | ----------- | --------- | ------------------------------------- |
| 2022 | Viejos      | Naia      | Raúl Cerezo y Fernando González Gómez |
| 2021 | La pasajera | Marta     | Raúl Cerezo y Fernando González Gómez |

### Cortometrajes
| Año  | Título          | Personaje | Dirección    |
| ---- | --------------- | --------- | ------------ |
| 2021 | La luz          | Olalla    | Iago De Soto |
| 2020 | Complices       | Ana       | Rubén Guindo |
| 2018 | El cadáver y yo | Sonia     | Daniel Arias |

### Teatro
Pulgarcita

### Series de televisión
| Año             | Título               | Personaje                    | Cadena     | Datos         |
| --------------- | -------------------- | ---------------------------- | ---------- | ------------- |
| 2013 - 2021     | Cuéntame cómo pasó   | María Alcántara Fernández    | La 1       | 93 episodios  |
| 2018            | Paquita Salas        | Lidia San José (Adolescente) | Netflix    | 1 episodio    |
| 2019            | 45 revoluciones      | Colegiala                    | Antena 3   | 1 episodio    |
| 2020            | Vis a vis: El oasis  | Viviana "Vivi" Quintanilla   | FOX España | 8 episodios   |
| 2022-actualidad | Machos alfa          | Alejandra "Álex" Peralta     | Netflix    | 30 episodios  |
| 2023-2024       | Amar es para siempre | Malena Quevedo Santacruz     | Antena 3   | 154 episodios |
| 2023            | Cuéntame cómo pasó   | María Alcántara Fernández    | La 1       | 1 episodio    |

### Programas de televisión
| Año         | Título                    | Cadena | Datos      |
| ----------- | ------------------------- | ------ | ---------- |
| 2013 - 2019 | Ochéntame otra vez        | La 1   | 1 Programa |
| 2015 - 2018 | Telepasión 2015 y 2018    | La 1   | 1 Programa |
| 2018        | Los Lunnis                | Clan   | 1 Programa |
| 2019        | Cocina con Clan para Clan | Clan   | 1 Programa |
| 2019        | Cine de barrio            | TVE    | 1 Programa |

## Premios
- Premio a la Mejor interpretación en el X Festival Internacional de Cine Educativo y Espiritual Ciudad de Rodrigo (2021) por Cómplices.[2]
- Premio a la Mejor actriz en el V Festival de Cine Fantástico de Canarias Isla Calavera (2021) por La pasajera.[3]